# Campionati cechi di ski cross 2015
I Campionati cechi di ski cross 2015 si sono svolti a Rejdice il 22 marzo. Il programma ha incluso sia la gara femminile che la gara maschile. 
Trattandosi di competizioni valide anche ai fini del punteggio FIS, vi hanno partecipato anche sciatori di altre federazioni, senza che questo consentisse loro di concorrere al titolo nazionale ceco.

## Risultati

### Uomini
| Pos. | Atleta             | Nazione     |
| ---- | ------------------ | ----------- |
| 1    | Mateusz Harbat     | Polonia     |
| 2    | Matic Masterl      | Slovenia    |
| 3    | Matěj Mrštný       | Rep. Ceca   |
| 4    | Siarhei Mazaleuski | Bielorussia |
| 5    | Tomáš Bartalský    | Slovacchia  |
| 6    | Nik Gal Gobok      | Slovenia    |
| 7    | Stefan Janssens    | Belgio      |
| 8    | Jakub Heningl      | Rep. Ceca   |
| 9    | Radom Palan        | Rep. Ceca   |

### Donne
| Pos. | Atleta              | Nazione   |
| ---- | ------------------- | --------- |
| 1    | Barbora Procházková | Rep. Ceca |
| 2    | Klára Kašparová     | Rep. Ceca |
| 3    | Pavlína Procházková | Rep. Ceca |